# جاي جاي مان
جاي جاي مان (بالإنجليزية: J. J. Mann)‏ مواليد 12 يونيو 1991 في إيست بوينت، هو لاعب كرة سلة أمريكي. بدأ مسيرته الاحترافية في سنة 2014. يلعب في الدوري البلجيكي لكرة السلة الدرجة الأولى. يبلغ طوله 6 قدم 6 بوصة (2.0 م). لعب مع فينيكس هاغن في الدوري الألماني لكرة السلة.

## روابط خارجية
- جاي جاي مان على موقع كرة السلة الأوروبية.كوم (الإنجليزية)
- جاي جاي مان على موقع كلية كرة السلة في سبورتس رفرنس.كوم (الإنجليزية)
- جاي جاي مان على موقع ريلجم (الإنجليزية)
- جاي جاي مان على موقع بروبوليرز (الإنجليزية)